# Памфила
Па́мфила (греч. Πάμφιλα, до 1977 года — Πάμφυλλα) — деревня в Греции на юго-востоке острова Лесбоса. Расположена на высоте 34 м над уровнем моря, в 6 километрах к северо-западу от Митилини. Входит в общину (дим) Митилини в периферийной единице Лесбос в периферии Северные Эгейские острова. Население 1413 жителей по переписи 2011 года.

## Сообщество Памфила
Сообщество Памфила (Κοινότητα Παμφύλλων, с 1977 года — Κ. Παμφίλων) создано в 1918 году (ΦΕΚ 116Α). В сообщество Памфила входят три населённых пункта. Население 1477 жителей по переписи 2011 года. Площадь 11,303 квадратных километров.
| Населённый пункт | Население (2011), человек |
| ---------------- | ------------------------- |
| Ниселия          | 33                        |
| Памфила          | 1413                      |
| Паралия          | 31                        |

## Население
| Год  | Население, человек |
| ---- | ------------------ |
| 1991 | 1258               |
| 2001 | 1269               |
| 2011 | ↗ 1413             |